# 소야리항
소야리항은 인천광역시 옹진군 덕적면 소야리, 소야도 섬에 있는 어항이다. 2006년 8월 30일 어촌정주어항으로 지정되었다. 어항관리청은 옹진군수이다.

## 어항 연혁
- 종전 지방어항으로 관리하여 왔으나, 2006년 6월 27일 지방어항에서 폐지됨에 따라, 2006년 8월 30일 옹진군에서 어촌정주어항으로 지정ㆍ고시하였다.[1]

## 어항구역
본 항의 어항구역은 다음과 같다.
- 소야리항 서쪽기점에서 북북동쪽으로 255m, 남동쪽으로 291m, 남쪽으로 189m 지점을 순차적으로 연결하는 선내의 공유수면(77,084m2)

## 어항 시설
- 선착장 150m , 호안 300m

## 기본 계획
- 선착장 정비 65m[2]

## 정비 계획
- 선착장 정비 65m[2]

## 주요 어종
- 우럭, 광어, 농어, 바다장어, 굴